# Manoir des Réaux
Le manoir des Réaux est une demeure du XVIe siècle, qui se dresse sur le territoire de la commune française de Cambernon, dans le département de la Manche, en région Normandie.
Le manoir, aménagé en chambres d'hôtes, est partiellement inscrit au titre des monuments historiques.

## Localisation
Le manoir des Réaux est situé sur la commune de Cambernon, dans le département français de la Manche.

## Historique
L'édifice est un exemple de construction rurale et a « certainement » appartenu au domaine royal.

## Description
Le manoir, du XVIe siècle, se présente sous la forme d'un corps de logis rectangulaire flanqué de deux tours d'angles rondes opposées en diagonale, et, qui a conservé un escalier de pierre à deux volées droites et le mur d'échiffre. Il présentait autrefois une couverture de chaume et des lucarnes arrondies.
Des restes d'enceinte sont également visibles,.

## Protection
Les façades (sauf perron de la façade antérieure), les toitures et l'escalier intérieur sont inscrits au titre des monuments historiques par arrêté du 11 septembre 1989.